# 229777 ENIAC
229777 ENIAC este o planetă minoră (asteroid) din centura de asteroizi. A fost descoperită pe 28 iunie 2008 la Observatorio de La Cañada⁠(d) de Juan Lacruz⁠(d). 
Obiectul prezintă o orbită caracterizată de o semiaxă mare de 2,8615520217073 UAi, o excentricitate de 0,08, o înclinație de 9,1 ° în raport cu ecliptica.